# Zaproszenie do tańca

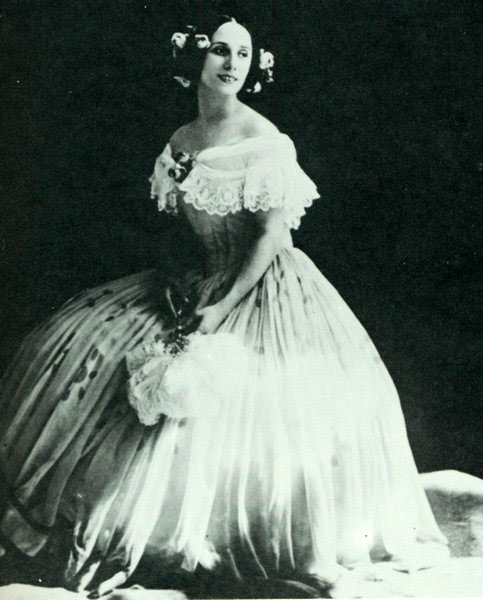
Anna Pavlova w Zaproszeniu do tańca

Zaproszenie do tańca (Aufforderung zum Tanz. Rondo brillant) – kompozycja Carla Marii von Webera na fortepian solo, opus 65 (1819). 
Obecnie utwór ten najczęściej wykonywany jest w instrumentacji Hectora Berlioza na orkiestrę symfoniczną, ale też usłyszeć inne wersje, np. na klarnet lub wiolonczelę z akompaniamentem.
Powstała też wersja ze słowami znakomicie wykonana przez Bognę Sokorską razem z Orkiestrą Polskiego Radia pod dyrekcją Stefana Rachonia (nagranie SX0228-p.t."Słowik Warszawy").
Kompozycja wyróżnia się złożoną strukturą. Poprzedza go introdukcja o wirtuozowskim charakterze, a kończy efektowny finał. W głównej części kompozytor eksponuje kolejne, nastrojowe tematy – każdy kolejny zbudowany jest na zasadzie kontrastu z tematem poprzednim, każdy ma też budowę 16-taktową i dość złożoną budowę, co odbiega od ówczesnej praktyki komponowania prostych tematów 8-taktowych.
Zaproszenie do tańca stało się wzorem dla późniejszych walców koncertowych i walców symfonicznych tworzonych przez kompozytorów epoki romantyzmu. Ze wzorów tych korzystali m.in. Fryderyk Chopin, Johann Strauss (syn) czy Piotr Czajkowski.